# Chiktiabar
Chiktiabar fou un petit estat tributari protegit a l'agència de Bhopawar, Índia, governat per un bhúmia. L'estat tenia només una població de 415 habitants quasi tots ells de religió hindú.
El bhúmia Umed Singh va pujar al tron el 1864.